# Jonathan Joubert
Jonathan Joubert (Metz, 12 de septiembre de 1979) es un exfutbolista luxemburgués que jugaba en la demarcación de portero. Desde junio de 2023 es entrenador de porteros del F91 Dudelange.

## Selección nacional
Debutó con la selección de fútbol de Luxemburgo el 3 de junio de 2006 en un partido amistoso contra Portugal que finalizó con un resultado de 0-3 a favor del combinado portugués. Desde su debut ha jugado todas las clasificaciones para la Eurocopa y para la Copa Mundial, quedando sin clasificarse en ninguna ocasión.

## Clubes
| Club                   | País       | Año       | Partidos | Goles |
| ---------------------- | ---------- | --------- | -------- | ----- |
| C. S. Grevenmacher     | Luxemburgo | 1999-2004 | 131      | 0     |
| F91 Dudelange          | Luxemburgo | 2004-2020 | 405      | 0     |
| F. C. Swift Hesperange | Luxemburgo | 2020-2021 | 30       | 0     |
| F91 Dudelange          | Luxemburgo | 2021-2023 | 13       | 0     |

## Palmarés

### Campeonatos nacionales
| Título                          | Club            | País       | Año  |
| ------------------------------- | --------------- | ---------- | ---- |
| División Nacional de Luxemburgo | CS Grevenmacher | Luxemburgo | 2003 |
| División Nacional de Luxemburgo | F91 Dudelange   | Luxemburgo | 2005 |
| División Nacional de Luxemburgo | F91 Dudelange   | Luxemburgo | 2006 |
| División Nacional de Luxemburgo | F91 Dudelange   | Luxemburgo | 2007 |
| División Nacional de Luxemburgo | F91 Dudelange   | Luxemburgo | 2008 |
| División Nacional de Luxemburgo | F91 Dudelange   | Luxemburgo | 2009 |
| División Nacional de Luxemburgo | F91 Dudelange   | Luxemburgo | 2011 |
| División Nacional de Luxemburgo | F91 Dudelange   | Luxemburgo | 2012 |
| División Nacional de Luxemburgo | F91 Dudelange   | Luxemburgo | 2014 |
| División Nacional de Luxemburgo | F91 Dudelange   | Luxemburgo | 2016 |
| División Nacional de Luxemburgo | F91 Dudelange   | Luxemburgo | 2017 |
| División Nacional de Luxemburgo | F91 Dudelange   | Luxemburgo | 2018 |
| División Nacional de Luxemburgo | F91 Dudelange   | Luxemburgo | 2019 |
| División Nacional de Luxemburgo | F91 Dudelange   | Luxemburgo | 2022 |
| Copa de Luxemburgo              | CS Grevenmacher | Luxemburgo | 2003 |
| Copa de Luxemburgo              | F91 Dudelange   | Luxemburgo | 2004 |
| Copa de Luxemburgo              | F91 Dudelange   | Luxemburgo | 2006 |
| Copa de Luxemburgo              | F91 Dudelange   | Luxemburgo | 2007 |
| Copa de Luxemburgo              | F91 Dudelange   | Luxemburgo | 2009 |
| Copa de Luxemburgo              | F91 Dudelange   | Luxemburgo | 2012 |
| Copa de Luxemburgo              | F91 Dudelange   | Luxemburgo | 2016 |
| Copa de Luxemburgo              | F91 Dudelange   | Luxemburgo | 2017 |
| Copa de Luxemburgo              | F91 Dudelange   | Luxemburgo | 2019 |